# Lista câștigătorilor Wimbledon (simplu feminin)
Aceasta este lista câștigătorilor la turneul de la Wimbledon, simplu feminin.

### Pre-Open Era

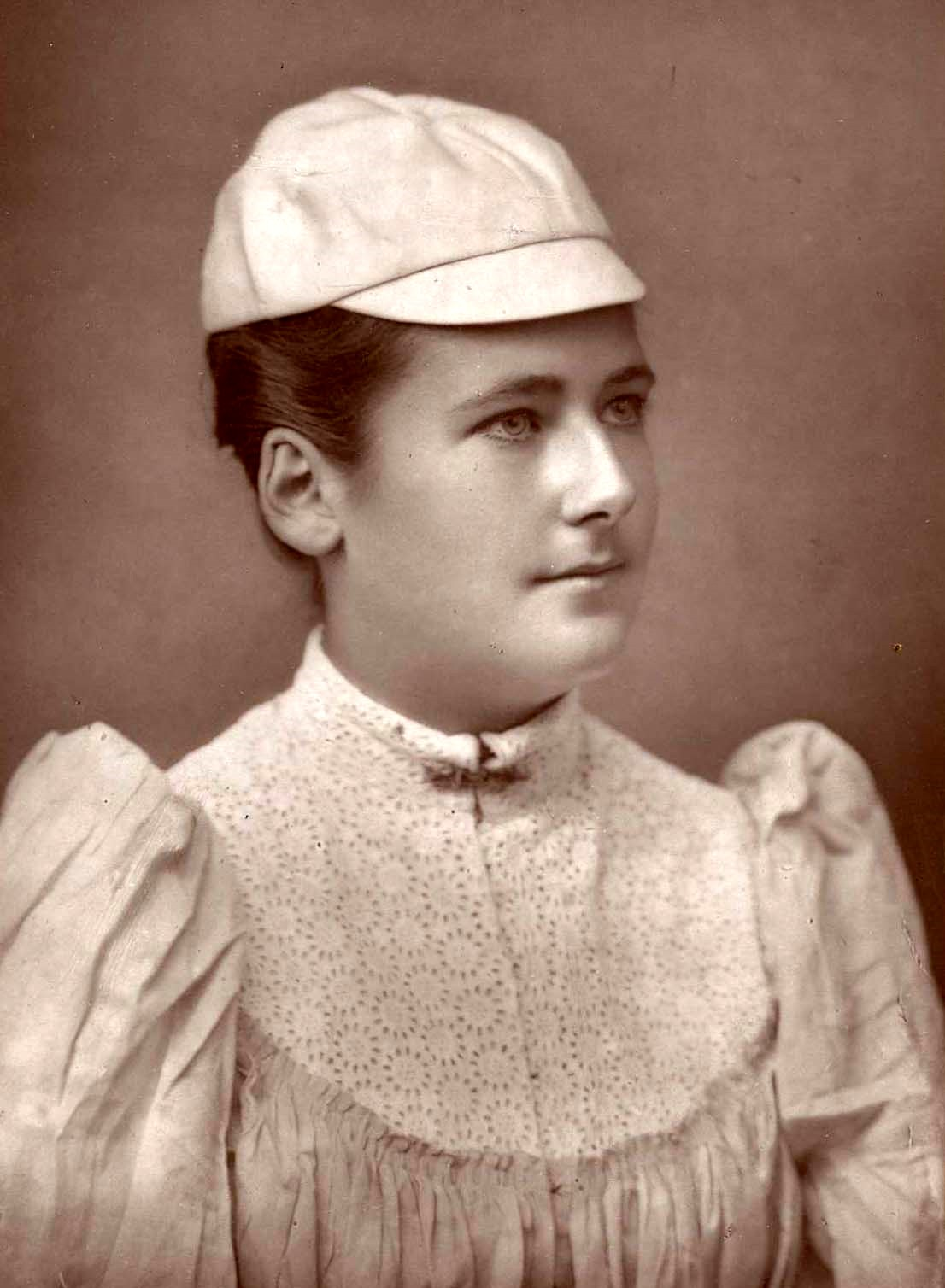
Lottie Dod a fost de cinci ori campioană și este cea mai tânără câștigătoare a campionatelor de simplu feminin (15 ani și 285 de zile).

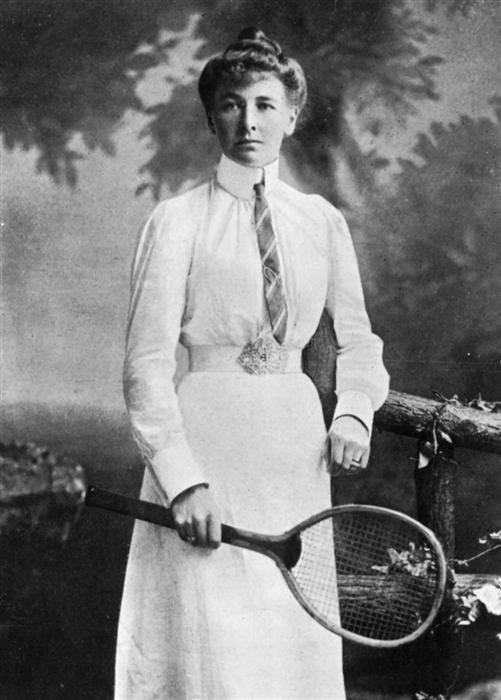
Charlotte Cooper Sterry a fost de cinci ori campioană și este cea mai în vârstă câștigătoare a campionatelor de simplu feminin (37 ani și 282 de zile).

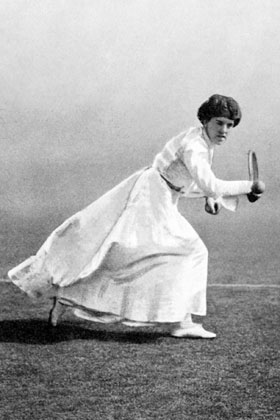
Dorothea Lambert Chambers a fost de șapte ori campioană între 1903 și 1914.

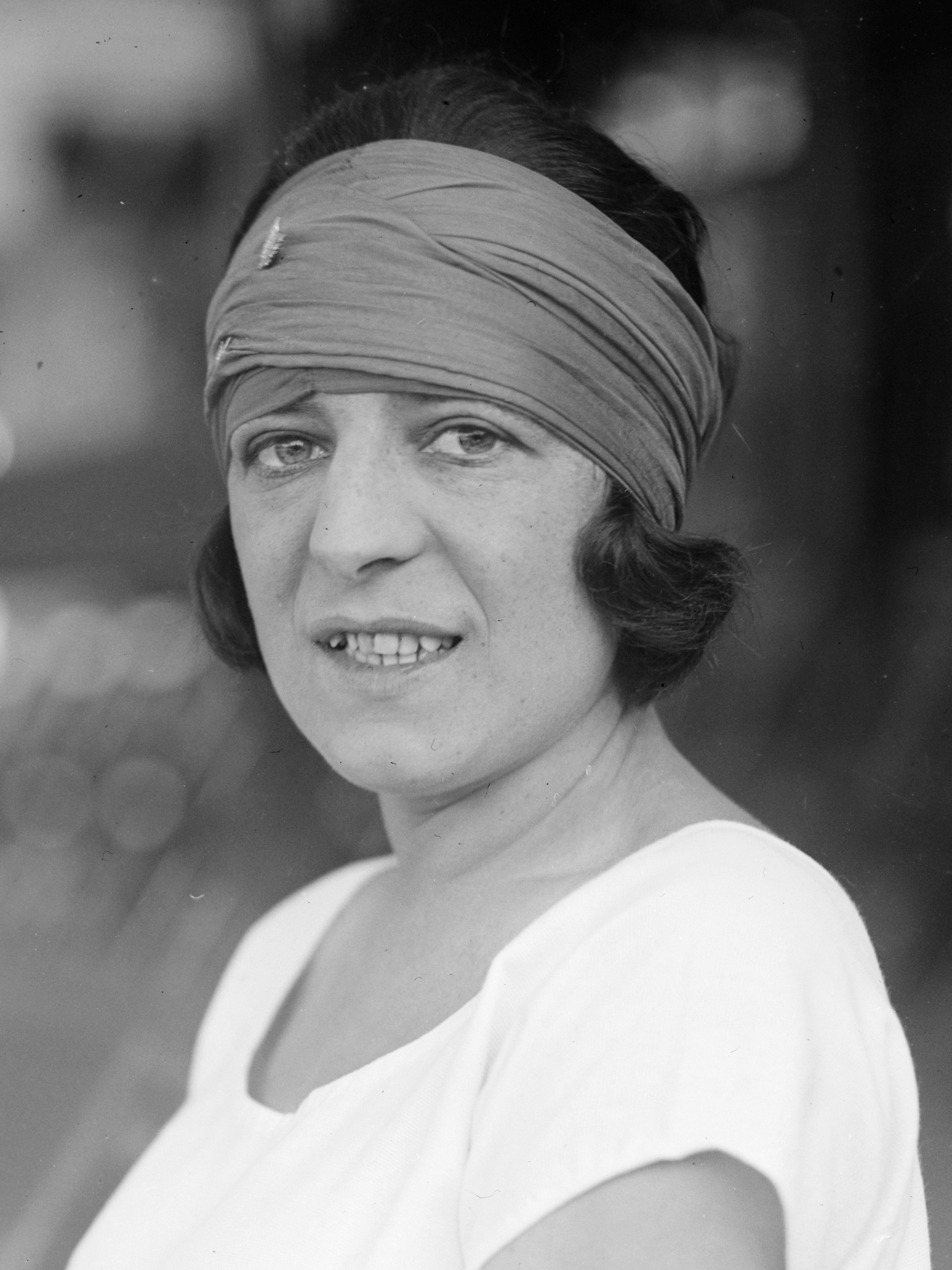
Suzanne Lenglen a fost de șase ori campioană.

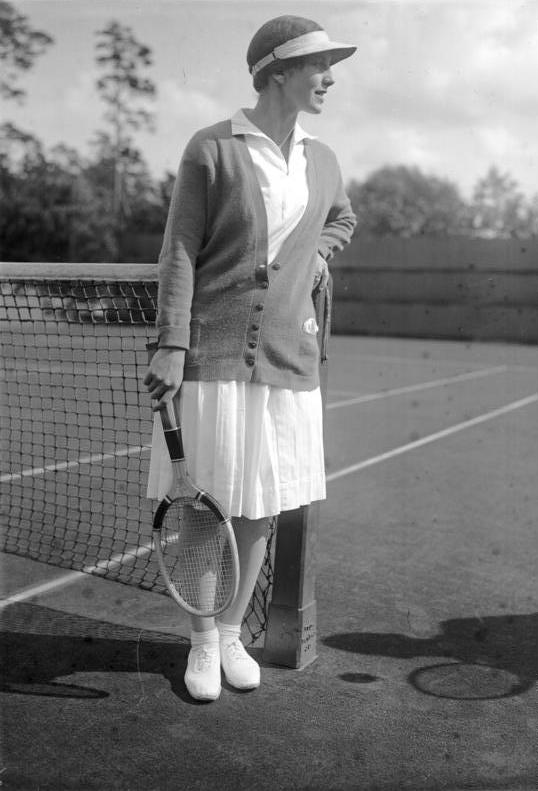
Helen Wills Moody a fost de opt ori campioană între 1927 și 1938.

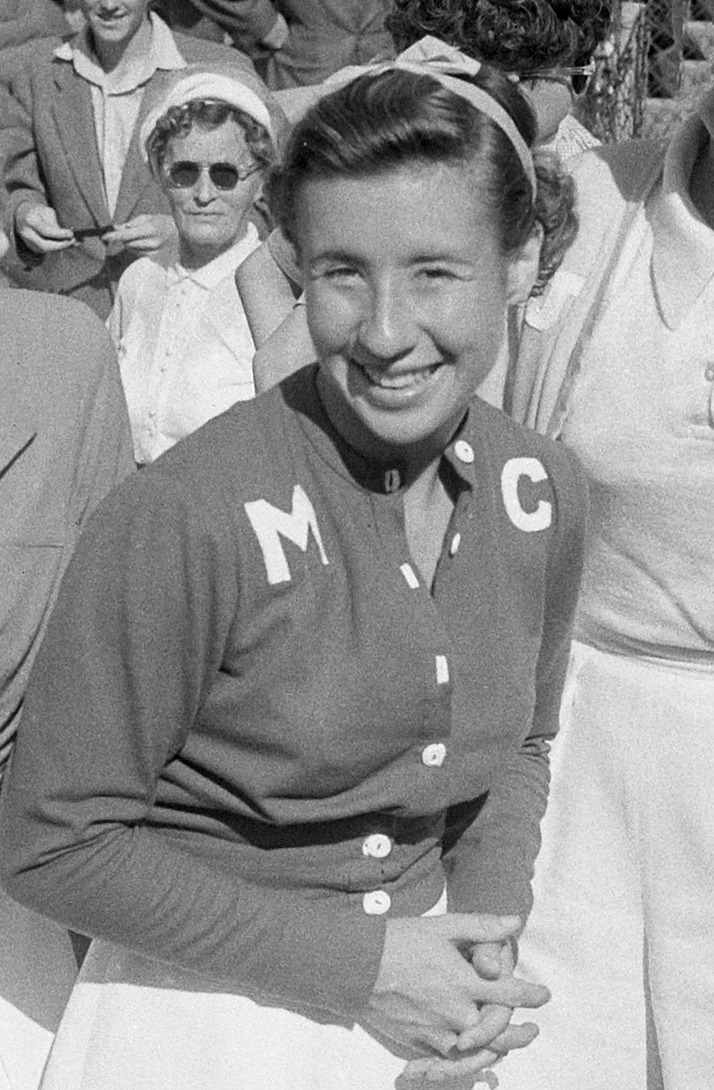
Maureen Connolly a concurat în 1952, 1953 și 1954 și a câștigat titlul în toate cele trei ocazii.

| An   | Campioană                                          | Finalistă                                          | Scor                                               |
| 1884 | Maud Watson                                        | Lillian Watson                                     | 6-8, 6-3, 6-3                                      |
| 1885 | Maud Watson                                        | Blanche Bingley Hillyard                           | 6-1, 7-5                                           |
| 1886 | Blanche Bingley Hillyard                           | Maud Watson                                        | 6-3, 6-3                                           |
| 1887 | Lottie Dod                                         | Blanche Bingley Hillyard                           | 6-2, 6-0                                           |
| 1888 | Lottie Dod                                         | Blanche Bingley Hillyard                           | 6-3, 6-3                                           |
| 1889 | Blanche Bingley Hillyard                           | Lena Rice                                          | 4-6, 8-6, 6-4                                      |
| 1890 | Lena Rice                                          | May Jacks                                          | 6-4, 6-1                                           |
| 1891 | Lottie Dod                                         | Blanche Bingley Hillyard                           | 6-2, 6-1                                           |
| 1892 | Lottie Dod                                         | Blanche Bingley Hillyard                           | 6-1, 6-1                                           |
| 1893 | Lottie Dod                                         | Blanche Bingley Hillyard                           | 6-8, 6-1, 6-4                                      |
| 1894 | Blanche Bingley Hillyard                           | Edith Austin                                       | 6-1, 6-1                                           |
| 1895 | Charlotte Cooper Sterry                            | Helen Jackson                                      | 7-5, 8-6                                           |
| 1896 | Charlotte Cooper Sterry                            | Alice Simpson-Pickering                            | 6-2, 6-3                                           |
| 1897 | Blanche Bingley Hillyard                           | Charlotte Cooper Sterry                            | 5-7, 7-5, 6-2                                      |
| 1898 | Charlotte Cooper Sterry                            | Louise Martin                                      | 6-4, 6-4                                           |
| 1899 | Blanche Bingley Hillyard                           | Charlotte Cooper Sterry                            | 6-2, 6-3                                           |
| 1900 | Blanche Bingley Hillyard                           | Charlotte Cooper Sterry                            | 4-6, 6-4, 6-4                                      |
| 1901 | Charlotte Cooper Sterry                            | Blanche Bingley Hillyard                           | 6-2, 6-2                                           |
| 1902 | Muriel Robb                                        | Charlotte Cooper Sterry                            | 7-5, 6-1                                           |
| 1903 | Dorothea Lambert Chambers                          | Ethel Thomson                                      | 4-6, 6-4, 6-2                                      |
| 1904 | Dorothea Lambert Chambers                          | Charlotte Cooper Sterry                            | 6-0, 6-3                                           |
| 1905 | May Sutton                                         | Dorothea Lambert Chambers                          | 6-3, 6-4                                           |
| 1906 | Dorothea Lambert Chambers                          | May Sutton                                         | 6-3, 9-7                                           |
| 1907 | May Sutton                                         | Dorothea Lambert Chambers                          | 6-1, 6-4                                           |
| 1908 | Charlotte Cooper-Sterry                            | Agnes Morton                                       | 6-4, 6-4                                           |
| 1909 | Dora Boothby                                       | Agnes Morton                                       | 6-4, 4-6, 8-6                                      |
| 1910 | Dorothea Lambert Chambers                          | Dora Boothby                                       | 6-2, 6-2                                           |
| 1911 | Dorothea Lambert Chambers                          | Dora Boothby                                       | 6-0, 6-0                                           |
| 1912 | Ethel Thomson Larcombe                             | Charlotte Cooper-Sterry                            | 6-3, 6-1                                           |
| 1913 | Dorothea Lambert Chambers                          | Winifred Slocock McNair                            | 6-0, 6-4                                           |
| 1914 | Dorothea Lambert Chambers                          | Ethel Thomson Larcombe                             | 7-5, 6-4                                           |
| 1915 | Anulat din cauza Primului Război Mondial           | Anulat din cauza Primului Război Mondial           | Anulat din cauza Primului Război Mondial           |
| 1916 | Anulat din cauza Primului Război Mondial           | Anulat din cauza Primului Război Mondial           | Anulat din cauza Primului Război Mondial           |
| 1917 | Anulat din cauza Primului Război Mondial           | Anulat din cauza Primului Război Mondial           | Anulat din cauza Primului Război Mondial           |
| 1918 | Anulat din cauza Primului Război Mondial           | Anulat din cauza Primului Război Mondial           | Anulat din cauza Primului Război Mondial           |
| 1919 | Suzanne Lenglen                                    | Dorothea Lambert Chambers                          | 10-8, 4-6, 9-7                                     |
| 1920 | Suzanne Lenglen                                    | Dorothea Lambert Chambers                          | 6-3, 6-0                                           |
| 1921 | Suzanne Lenglen                                    | Elizabeth Ryan                                     | 6-2, 6-0                                           |
| 1922 | Suzanne Lenglen                                    | Molla Bjurstedt Mallory                            | 6-2, 6-0                                           |
| 1923 | Suzanne Lenglen                                    | Kitty McKane Godfree                               | 6-2, 6-2                                           |
| 1924 | Kitty McKane Godfree                               | Helen Wills Moody                                  | 4-6, 6-4, 6-4                                      |
| 1925 | Suzanne Lenglen                                    | Joan Fry Lakeman                                   | 6-2, 6-0                                           |
| 1926 | Kitty McKane Godfree                               | Lilí de Álvarez                                    | 6-2, 4-6, 6-3                                      |
| 1927 | Helen Wills Moody                                  | Lilí de Álvarez                                    | 6-2, 6-4                                           |
| 1928 | Helen Wills Moody                                  | Lilí de Álvarez                                    | 6-2, 6-3                                           |
| 1929 | Helen Wills Moody                                  | Helen Jacobs                                       | 6-1, 6-2                                           |
| 1930 | Helen Wills Moody                                  | Elizabeth Ryan                                     | 6-2, 6-2                                           |
| 1931 | Cilly Aussem                                       | Hilde Krahwinkel Sperling                          | 6-2, 7-5                                           |
| 1932 | Helen Wills Moody                                  | Helen Jacobs                                       | 6-3, 6-1                                           |
| 1933 | Helen Wills Moody                                  | Dorothy Round Little                               | 6-4, 6-8, 6-3                                      |
| 1934 | Dorothy Round Little                               | Helen Jacobs                                       | 6-2, 5-7, 6-3                                      |
| 1935 | Helen Wills Moody                                  | Helen Jacobs                                       | 6-3, 3-6, 7-5                                      |
| 1936 | Helen Jacobs                                       | Hilde Krahwinkel Sperling                          | 6-2, 4-6, 7-5                                      |
| 1937 | Dorothy Round Little                               | Jadwiga Jędrzejowska                               | 6-2, 2-6, 7-5                                      |
| 1938 | Helen Wills Moody                                  | Helen Jacobs                                       | 6-4, 6-0                                           |
| 1939 | Alice Marble                                       | Kay Stammers Bullitt                               | 6-2, 6-0                                           |
| 1940 | Anulat din cauza celui de-Al Doilea Război Mondial | Anulat din cauza celui de-Al Doilea Război Mondial | Anulat din cauza celui de-Al Doilea Război Mondial |
| 1941 | Anulat din cauza celui de-Al Doilea Război Mondial | Anulat din cauza celui de-Al Doilea Război Mondial | Anulat din cauza celui de-Al Doilea Război Mondial |
| 1942 | Anulat din cauza celui de-Al Doilea Război Mondial | Anulat din cauza celui de-Al Doilea Război Mondial | Anulat din cauza celui de-Al Doilea Război Mondial |
| 1943 | Anulat din cauza celui de-Al Doilea Război Mondial | Anulat din cauza celui de-Al Doilea Război Mondial | Anulat din cauza celui de-Al Doilea Război Mondial |
| 1944 | Anulat din cauza celui de-Al Doilea Război Mondial | Anulat din cauza celui de-Al Doilea Război Mondial | Anulat din cauza celui de-Al Doilea Război Mondial |
| 1945 | Anulat din cauza celui de-Al Doilea Război Mondial | Anulat din cauza celui de-Al Doilea Război Mondial | Anulat din cauza celui de-Al Doilea Război Mondial |
| 1946 | Pauline Betz Addie                                 | Louise Brough                                      | 6-2, 6-4                                           |
| 1947 | Margaret Osborne duPont                            | Doris Hart                                         | 6-2, 6-4                                           |
| 1948 | Louise Brough Clapp                                | Doris Hart                                         | 6-3, 8-6                                           |
| 1949 | Louise Brough Clapp                                | Margaret Osborne duPont                            | 10-8, 1-6, 10-8                                    |
| 1950 | Louise Brough Clapp                                | Margaret Osborne duPont                            | 6-1, 3-6, 6-1                                      |
| 1951 | Doris Hart                                         | Shirley Fry Irvin                                  | 6-1, 6-0                                           |
| 1952 | Maureen Connolly Brinker                           | Louise Brough Clapp                                | 6-4, 6-3                                           |
| 1953 | Maureen Connolly Brinker                           | Doris Hart                                         | 8-6, 7-5                                           |
| 1954 | Maureen Connolly Brinker                           | Louise Brough Clapp                                | 6-2, 7-5                                           |
| 1955 | Louise Brough Clapp                                | Beverly Baker Fleitz                               | 7-5, 8-6                                           |
| 1956 | Shirley Fry Irvin                                  | Angela Buxton                                      | 6-3, 6-1                                           |
| 1957 | Althea Gibson                                      | Darlene Hard                                       | 6-3, 6-2                                           |
| 1958 | Althea Gibson                                      | Angela Mortimer                                    | 8-6, 6-2                                           |
| 1959 | Maria Bueno                                        | Darlene Hard                                       | 6-4 6-3                                            |
| 1960 | Maria Bueno                                        | Sandra Reynolds Price                              | 8-6, 6-0                                           |
| 1961 | Angela Mortimer Barrett                            | Christine Truman Janes                             | 4-6, 6-4, 7-5                                      |
| 1962 | Karen Hantze Susman                                | Věra Pužejová Suková                               | 6-4, 6-4                                           |
| 1963 | Margaret Smith Court                               | Billie Jean King                                   | 6-3, 6-4                                           |
| 1964 | Maria Bueno                                        | Margaret Smith Court                               | 6-4, 7-9, 6-3                                      |
| 1965 | Margaret Smith Court                               | Maria Bueno                                        | 6-4, 7-5                                           |
| 1966 | Billie Jean King                                   | Maria Bueno                                        | 6-3, 3-6, 6-1                                      |
| 1967 | Billie Jean King                                   | Ann Haydon Jones                                   | 6-3, 6-4                                           |

### Open Era

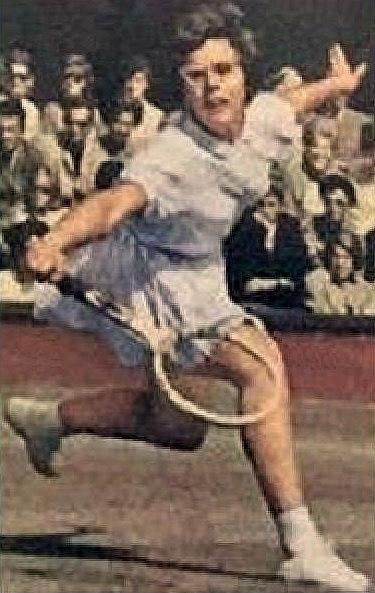
Billie Jean King este de șase ori campioană în general și de patru ori campioană în Open Era.

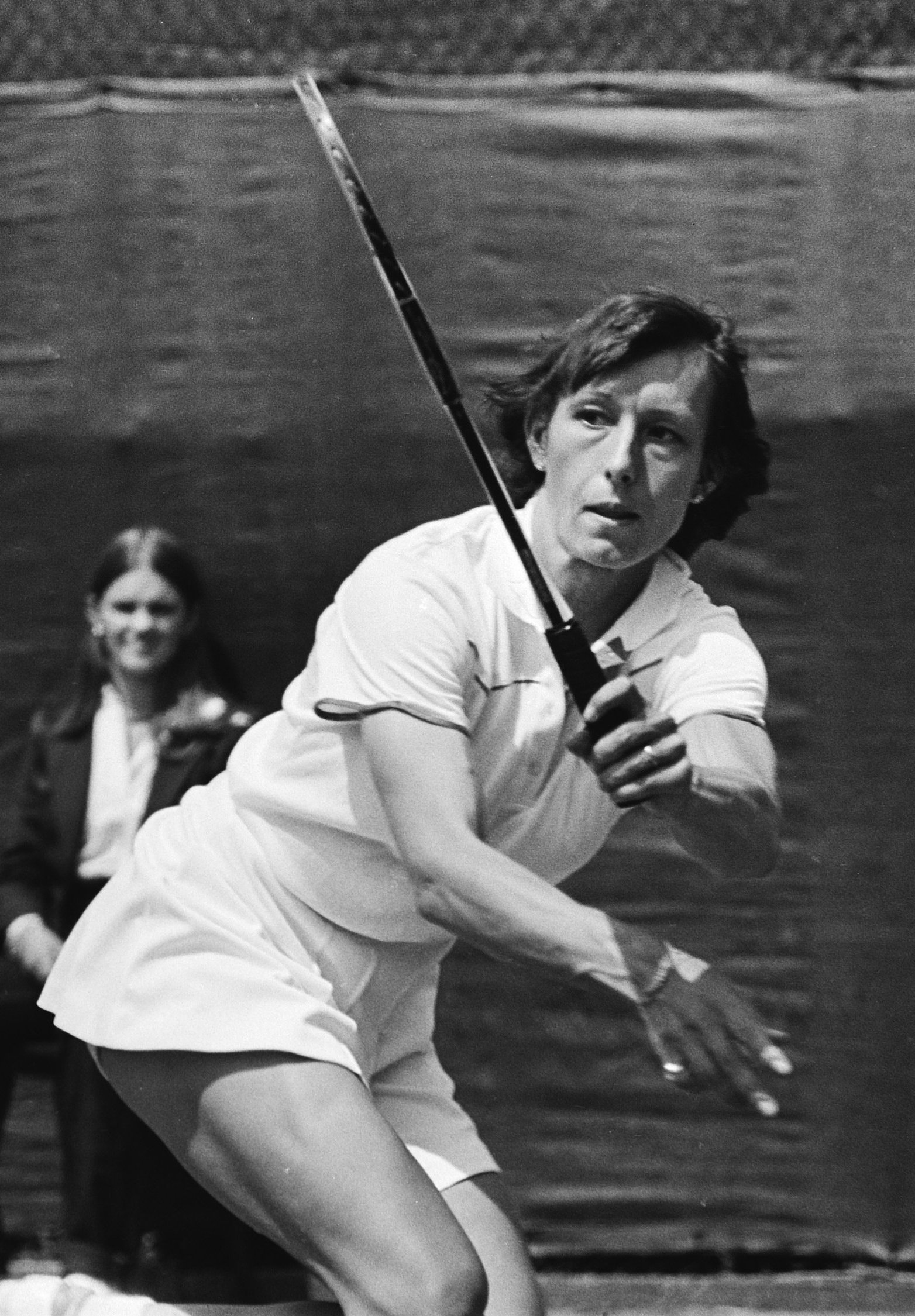
Martina Navratilova este de nouă ori campioană la simplu. Ea a câștigat șase titluri consecutive din 1982 până în 1987.

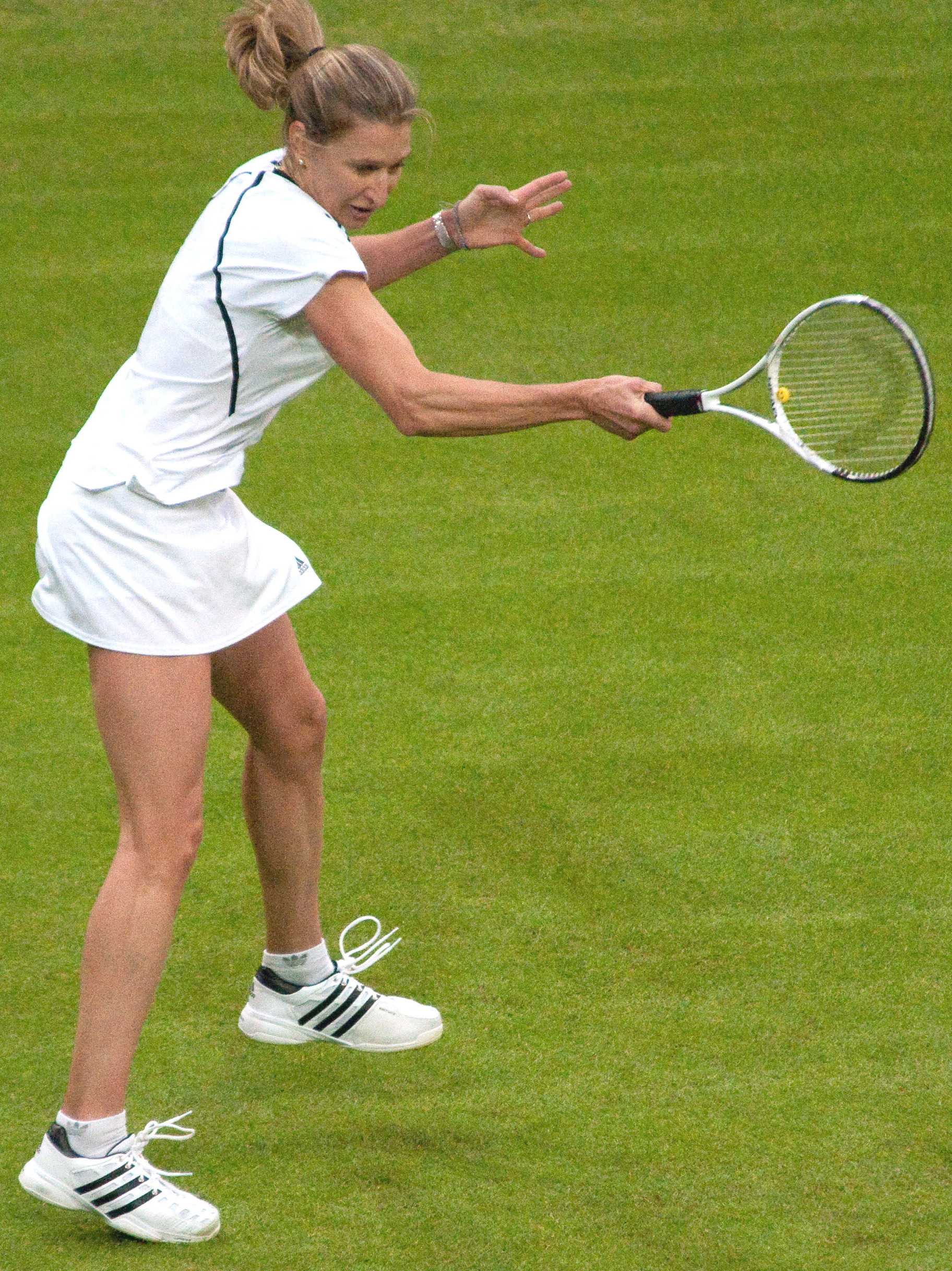
Steffi Graf este de șapte ori campioană pe o perioadă de nouă ani, din 1988 până în 1996.

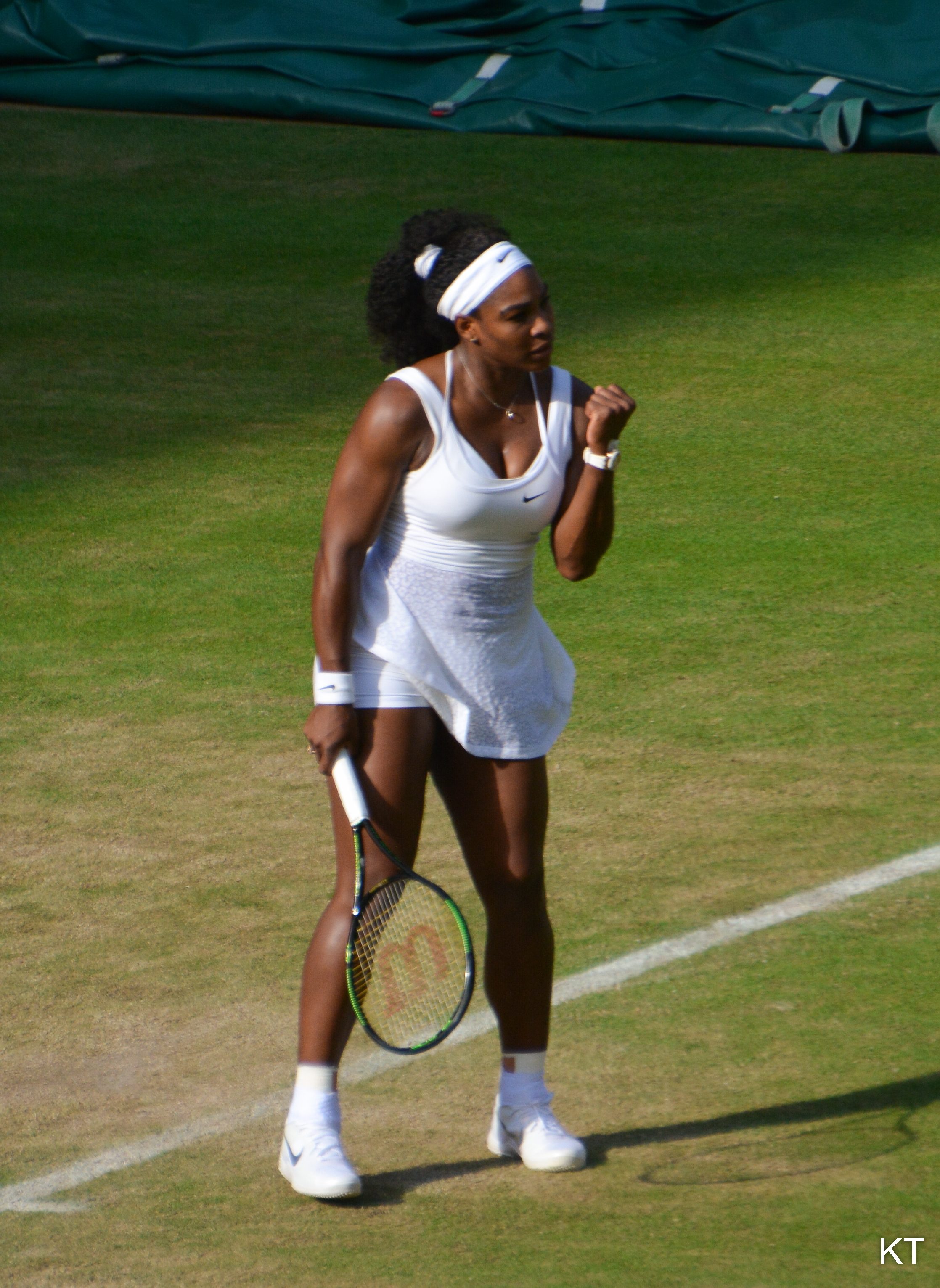
Serena Williams este de șapte ori campioană.

| 1968 | Billie Jean King                        | Judy Tegart Dalton                      | 9-7, 7-5                                |                                         |
| 1969 | Ann Haydon Jones                        | Billie Jean King                        | 3-6, 6-3, 6-2                           |                                         |
| 1970 | Margaret Smith Court                    | Billie Jean King                        | 14-12, 11-9                             |                                         |
| 1971 | Evonne Goolagong Cawley                 | Margaret Smith Court                    | 6-4, 6-1                                |                                         |
| 1972 | Billie Jean King                        | Evonne Goolagong Cawley                 | 6-3, 6-3                                |                                         |
| 1973 | Billie Jean King                        | Chris Evert                             | 6-0, 7-5                                |                                         |
| 1974 | Chris Evert                             | Olga Morozova                           | 6-0, 6-4                                |                                         |
| 1975 | Billie Jean King                        | Evonne Goolagong Cawley                 | 6-0, 6-1                                |                                         |
| 1976 | Chris Evert                             | Evonne Goolagong Cawley                 | 6-3, 4-6, 8-6                           |                                         |
| 1977 | Virginia Wade                           | Betty Stöve                             | 4-6, 6-3, 6-1                           |                                         |
| 1978 | Martina Navrátilová                     | Chris Evert                             | 2-6, 6-4, 7-5                           |                                         |
| 1979 | Martina Navrátilová                     | Chris Evert                             | 6-4, 6-4                                |                                         |
| 1980 | Evonne Goolagong Cawley                 | Chris Evert                             | 6-1, 7-6                                |                                         |
| 1981 | Chris Evert                             | Hana Mandlíková                         | 6-2, 6-2                                |                                         |
| 1982 | Martina Navrátilová                     | Chris Evert                             | 6-1, 3-6, 6-2                           |                                         |
| 1983 | Martina Navrátilová                     | Andrea Jaeger                           | 6-0, 6-3                                |                                         |
| 1984 | Martina Navrátilová                     | Chris Evert                             | 7-6, 6-2                                |                                         |
| 1985 | Martina Navrátilová                     | Chris Evert                             | 4-6, 6-3, 6-2                           |                                         |
| 1986 | Martina Navrátilová                     | Hana Mandlíková                         | 7-6, 6-3                                |                                         |
| 1987 | Martina Navrátilová                     | Steffi Graf                             | 7-5, 6-3                                |                                         |
| 1988 | Steffi Graf                             | Martina Navrátilová                     | 5-7, 6-2, 6-1                           |                                         |
| 1989 | Steffi Graf                             | Martina Navrátilová                     | 6-2, 6-7, 6-1                           |                                         |
| 1990 | Martina Navrátilová                     | Zina Garrison Jackson                   | 6-4, 6-1                                |                                         |
| 1991 | Steffi Graf                             | Gabriela Sabatini                       | 6-4, 3-6, 8-6                           |                                         |
| 1992 | Steffi Graf                             | Monica Seles                            | 6-2, 6-1                                |                                         |
| 1993 | Steffi Graf                             | Jana Novotná                            | 7-6, 1-6, 6-4                           |                                         |
| 1994 | Conchita Martínez                       | Martina Navrátilová                     | 6-4, 3-6, 6-3                           |                                         |
| 1995 | Steffi Graf                             | Arantxa Sánchez Vicario                 | 4-6, 6-1, 7-5                           |                                         |
| 1996 | Steffi Graf                             | Arantxa Sánchez Vicario                 | 6-3, 7-5                                |                                         |
| 1997 | Martina Hingis                          | Jana Novotná                            | 2-6, 6-3, 6-3                           |                                         |
| 1998 | Jana Novotná                            | Nathalie Tauziat                        | 6-4, 7-6(2)                             |                                         |
| 1999 | Lindsay Davenport                       | Steffi Graf                             | 6-4, 7-5                                |                                         |
| 2000 | Venus Williams                          | Lindsay Davenport                       | 6-3, 7-6(3)                             |                                         |
| 2001 | Venus Williams                          | Justine Henin                           | 6-1, 3-6, 6-0                           |                                         |
| 2002 | Serena Williams                         | Venus Williams                          | 7-6(4), 6-3                             |                                         |
| 2003 | Serena Williams                         | Venus Williams                          | 4-6, 6-4, 6-2                           |                                         |
| 2004 | Maria Sharapova                         | Serena Williams                         | 6-1, 6-4                                |                                         |
| 2005 | Venus Williams                          | Lindsay Davenport                       | 4-6, 7-6(4), 9-7                        |                                         |
| 2006 | Amélie Mauresmo                         | Justine Henin                           | 2-6, 6-3, 6-4                           |                                         |
| 2007 | Venus Williams                          | Marion Bartoli                          | 6-4, 6-1                                |                                         |
| 2008 | Venus Williams                          | Serena Williams                         | 7-5, 6-4                                |                                         |
| 2009 | Serena Williams                         | Venus Williams                          | 7-6, 6-2                                |                                         |
| 2010 | Serena Williams                         | Vera Zvonareva                          | 6-3, 6-2                                |                                         |
| 2011 | Petra Kvitová                           | Maria Sharapova                         | 6-3, 6-4                                |                                         |
| 2012 | Serena Williams                         | Agnieszka Radwańska                     | 6-1, 5-7, 6-2                           |                                         |
| 2013 | Marion Bartoli                          | Sabine Lisicki                          | 6–1, 6–4                                |                                         |
| 2014 | Petra Kvitová                           | Eugenie Bouchard                        | 6–3, 6–0                                |                                         |
| 2015 | Serena Williams                         | Garbiñe Muguruza                        | 6–4, 6–4                                |                                         |
| 2016 | Serena Williams                         | Angelique Kerber                        | 7–5, 6–3                                |                                         |
| 2017 | Garbiñe Muguruza                        | Venus Williams                          | 7-5, 6-0                                |                                         |
| 2018 | Angelique Kerber                        | Serena Williams                         | 6-3, 6-3                                |                                         |
| 2019 | Simona Halep                            | Serena Williams                         | 6-2, 6-2                                |                                         |
| 2020 | Anulat din cauza pandemiei de COVID-19) | Anulat din cauza pandemiei de COVID-19) | Anulat din cauza pandemiei de COVID-19) | Anulat din cauza pandemiei de COVID-19) |
| 2021 | Ashleigh Barty                          | Karolína Plíšková                       | 6–3, 6–7(4–7), 6–3                      |                                         |
| 2022 | Elena Rîbakina                          | Ons Jabeur                              | 3–6, 6–2, 6–2                           |                                         |
| 2023 | Markéta Vondroušová                     | Ons Jabeur                              | 6–4, 6–4                                |                                         |
| 2024 | Barbora Krejcikova                      | Jasmine Paolini                         | 6–2, 2–6, 6–4                           |                                         |
| 2025 | Iga Świątek                             | Amanda Anisimova                        | 6–0, 6–0                                |                                         |

## Vedeți și
- Wimbledon
- Lista câștigătorilor Wimbledon masculin
- Lista câștigătorilor Australian Open masculin
- Lista câștigătorilor Australian Open feminin
- Lista câștigătorilor French Open masculin
- Lista câștigătorilor French Open feminin
- Lista câștigătorilor US Open masculin
- Lista câștigătorilor US Open feminin